# Aphonopelma
Aphonopelma ist eine Gattung aus der Familie der Vogelspinnen (Theraphosidae). Die Gattung wird in die Unterfamilie Theraphosinae gestellt und umfasst aktuell 61 Arten. (Stand: März 2016)

## Verbreitung
Das Verbreitungsgebiet der Gattung ist auf den amerikanischen Kontinent beschränkt. Die meisten Spezies kommen in den USA vor; es gibt aber auch einige Arten in Mittelamerika und wenige in Südamerika.

## Merkmale
Zu dieser Gattung gehören die größten Spinnen der USA. Die nordamerikanischen Aphonopelma helluo und Aphonopelma iodius (Syn.: A. chamberlini) erreichen Körperlängen bis 7,0 Zentimeter. Zu den kleinsten Vertretern der Gattung zählt Aphonopelma marxi. Die Männchen dieser Art werden nur 19 bis 20 Millimeter lang. Die meisten Arten erreichen durchschnittlich eine Körperlänge von fünf Zentimeter und gehören deshalb zu den mittelgroßen Vogelspinnenarten.
Die Gattung ist im Aussehen und im Verhalten sehr heterogen. Die Einordnung der südamerikanischen Arten wird deshalb von einigen Arachnologen in Zweifel gezogen. Eine Gemeinsamkeit unter den Aphonopelmaarten ist, dass die Scopula (dichte Haarbüschel) bei den Tarsen des vierten Laufbeins nicht durch ein Borstenband getrennt sind. Eine weitere Gemeinsamkeit ist, dass sie alle den gleichen Reizhaartyp haben.
Die meisten Aphonoplema-Arten weisen eine braune Grundfärbung auf und lassen sich äußerlich nur schwer unterscheiden. Vor allem die nordamerikanischen Arten gleichen sich sehr. Die südlichen Arten weisen manchmal eine sehr ausgeprägte und charakteristische Zeichnung auf wie zum Beispiel die Gestreifte Guatemala-Vogelspinne (Aphonopelma seemanni) mit einer blauen Grundfärbung und weißen Streifen oder Aphonopelma bicoloratum mit intensiv orange gefärbten Beinen von Patella bis Metatarsus sowie Carapax und Beißklauen.

## Verhalten
Die Arten dieser Gattung gehören zu den erdbewohnenden Vogelspinnen. Sie graben Löcher und Wohnröhren ins Erdreich; meistens an einer vor Überschwemmung geschützten Hanglage. Manchmal behausen sie auch verlassene Nagetierlöcher. Sie tapezieren die Wohnröhren mit Spinnseide aus und leben dort während der Häutungsphasen, der Brutzeit und der kalten Monate. Diese Zeit kann bis zu fünf Monate im Jahr betragen. In der übrigen Zeit verstecken sie sich unter Steinen, Wurzeln, Rindenstücken oder Falllaub. Ausgewachsene Weibchen vieler Arten verlassen die Wohnröhre häufig nicht mehr und ernähren sich von den Beutetieren, die in der Nähe ihrer Wohnröhre vorbeiziehen.
Einige Arten gelten als Kulturfolger, die von Menschen angelegte Wiesen (wie zum Beispiel Fußballfelder) bewohnen. Unter günstigen Bedingungen kann es zu einer kolonieartigen Häufung der Tiere kommen. Ansonsten sind sie weit gestreut. Die meisten Aphonopelma-Arten haben einen ruhigen Charakter und setzen ihre Reizhaare selten zur Verteidigung ein.

## Lebensraum

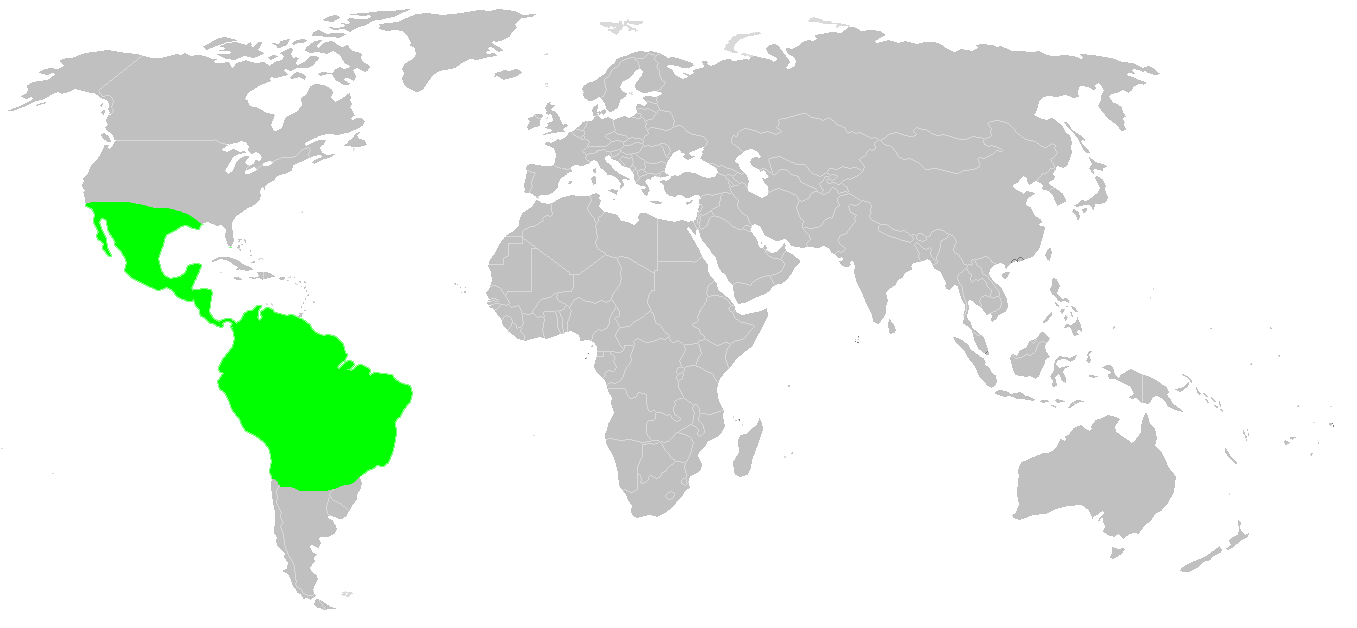
Ungefähres Verbreitungsgebiet

Die meisten Arten kommen aus geringen Höhenlagen nicht höher als 700 Meter über NN. Wenige dagegen kommen aus Höhenlagen bis 1000 Meter über NN vor. Einige Aphonopelma-Arten (zum Beispiel Aphonopelma bicoloratum) spezialisierten sich auf Landschaften mit vulkanischem Gestein wie zum Beispiel die Vulkangegend im Staat Veracruz in Mexico (500 M.ü.NN). Einige bevorzugen gut bearbeitbare Lössböden.

## Haltung im Terrarium
Einige Arten werden in Terrarien gepflegt. Hier ist vor allem die Gestreifte Guatemala-Vogelspinne zu erwähnen, die als eine der ersten von Liebhabern gehaltenen Vogelspinnen ihren Weg in den Fachhandel fand.

## Arten
Laut „World Spider Catalog“ werden der Gattung Aphonopelma 54 Arten zugerechnet (Stand: Juli 2024). Bis zur Revision durch Hamilton et al. im Jahr 2016 umfasste die Gattung noch bis zu 87 Arten, danach waren es 61 Arten.
- Aphonopelma anax (Chamberlin, 1940)
- Aphonopelma armada (Chamberlin, 1940)
- Aphonopelma atomicum Hamilton, 2016

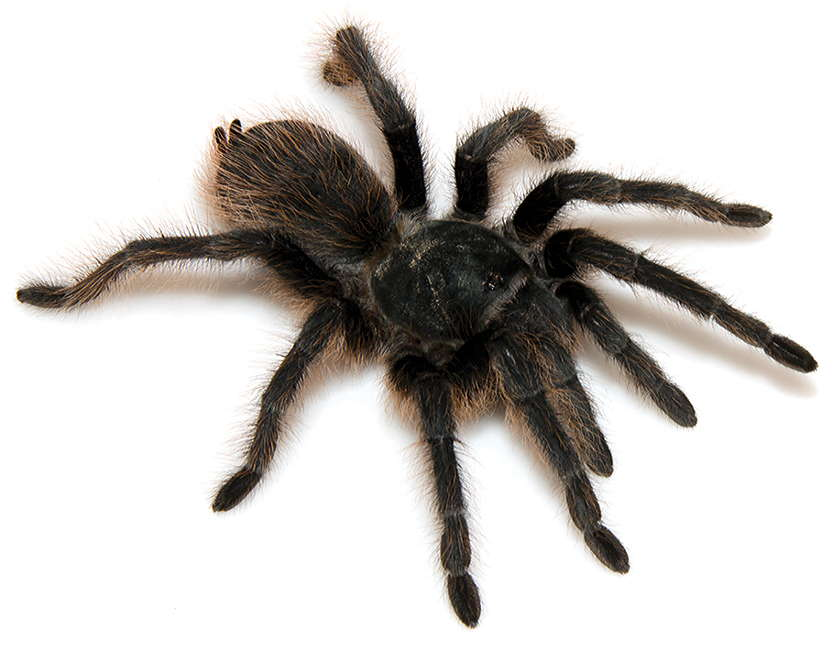
Weibchen von Aphonopelma catalina Hamilton, Hendrixson & Bond, 2016

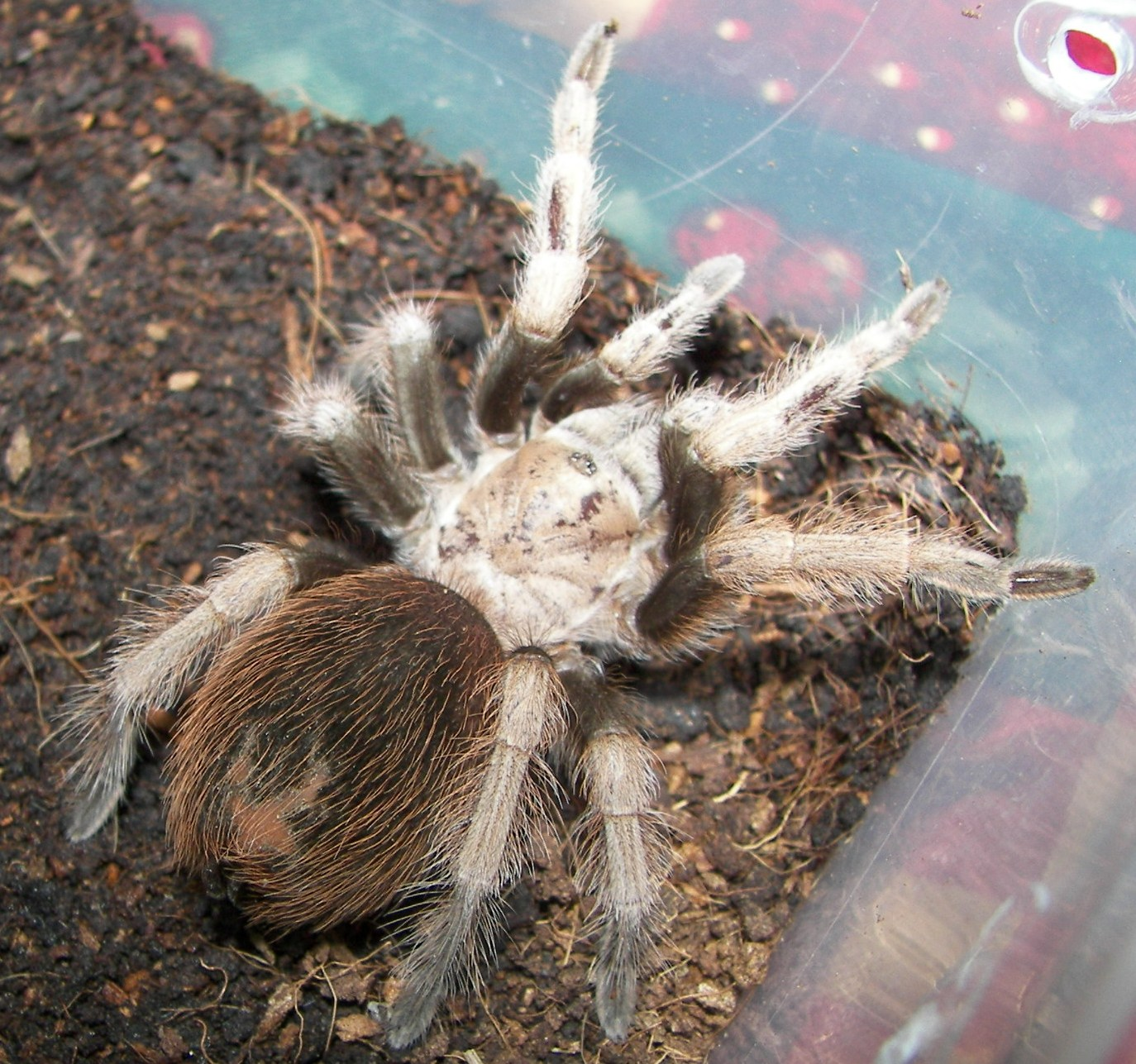
Weibchen von Aphonopelma chalcodes Chamberlin, 1940

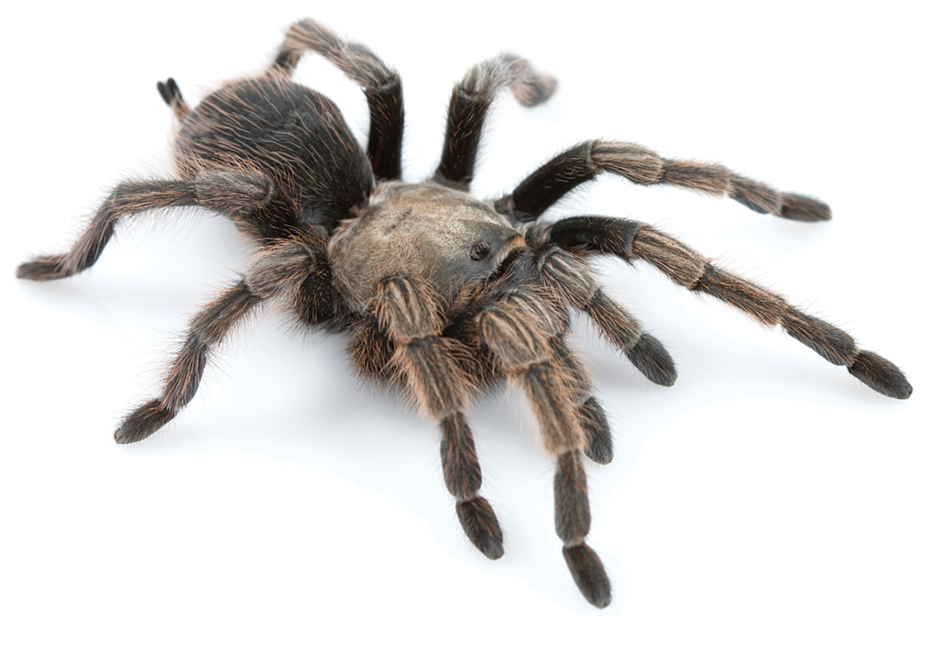
Weibchen von Aphonopelma johnnycashi Hamilton, 2016

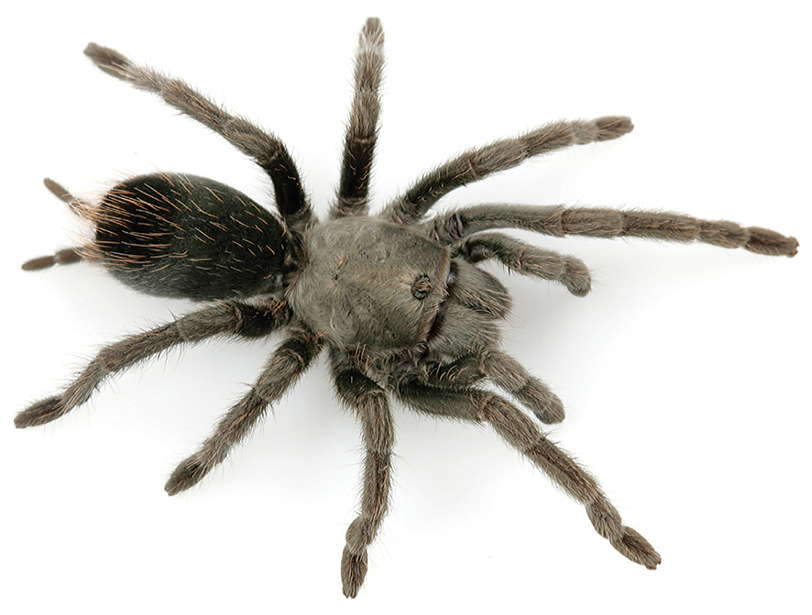
Weibchen von Aphonopelma saguaro Hamilton, 2016

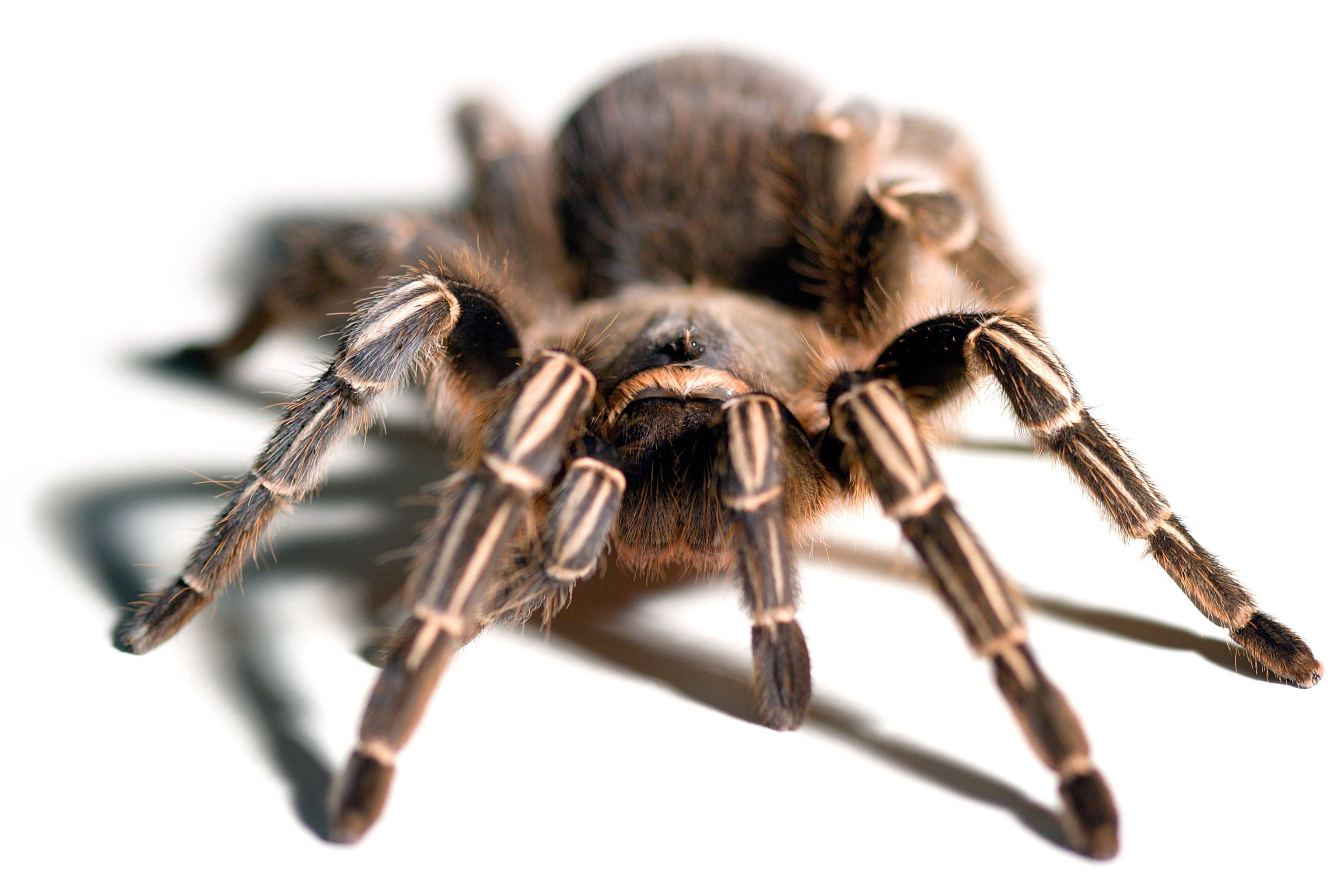
Weibchen von Aphonopelma seemanni (F. O. Pickard-Cambridge, 1897)

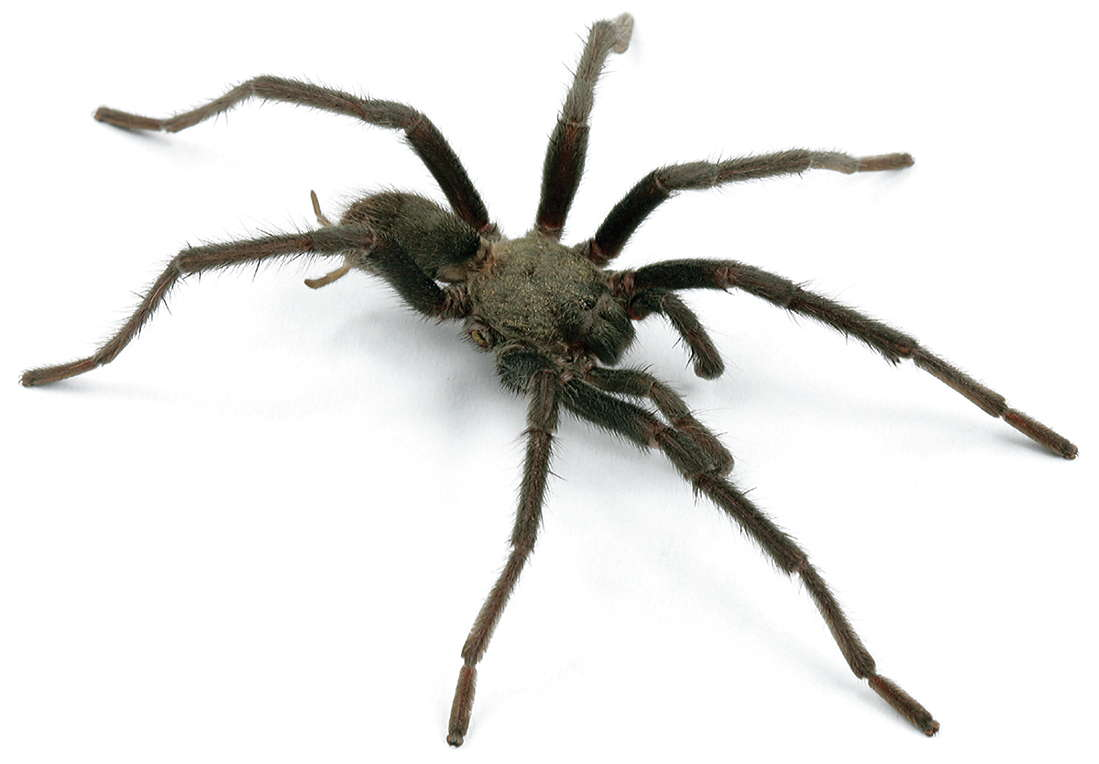
Männchen von Aphonopelma xwalxwal Hamilton, 2016

- Aphonopelma bacadehuachi Hendrixson, 2019
- Aphonopelma belindae Gabriel, 2011
- Aphonopelma bicoloratum Struchen, Brändle & Schmidt, 1996
- Aphonopelma burica Valerio, 1980
- Aphonopelma caniceps (Simon, 1891)
- Aphonopelma catalina Hamilton, Hendrixson & Bond, 2016
- Aphonopelma chalcodes Chamberlin, 1940
- Aphonopelma chiricahua Hamilton, Hendrixson & Bond, 2016
- Aphonopelma cookei Smith, 1995
- Aphonopelma crinirufum (Valerio, 1980)
- Aphonopelma eustathes (Chamberlin, 1940)
- Aphonopelma eutylenum Chamberlin, 1940
- Aphonopelma gabeli Smith, 1995
- Aphonopelma geotoma (Chamberlin, 1937)
- Aphonopelma gertschi Smith, 1995
- Aphonopelma griseum Chamberlin, 1940
- Aphonopelma hageni (Strand, 1906)
- Aphonopelma helluo (Simon, 1891)
- Aphonopelma hentzi (Girard, 1852)
- Aphonopelma hesperum (Chamberlin, 1917)
- Aphonopelma icenoglei Hamilton, Hendrixson & Bond, 2016
- Aphonopelma iodius (Chamberlin & Ivie, 1939)
- Aphonopelma johnnycashi Hamilton, 2016
- Aphonopelma joshua Prentice, 1997
- Aphonopelma levii Smith, 1995
- Aphonopelma madera Hamilton, Hendrixson & Bond, 2016
- Aphonopelma mareki Hamilton, Hendrixson & Bond, 2016
- Aphonopelma marxi (Simon, 1891)
- Aphonopelma moderatum (Chamberlin & Ivie, 1939)
- Aphonopelma moellendorfi Hamilton, 2016
- Aphonopelma mojave Prentice, 1997
- Aphonopelma mooreae Smith, 1995
- Aphonopelma nayaritum Chamberlin, 1940
- Aphonopelma pallidum (F. O. Pickard-Cambridge, 1897)
- Aphonopelma paloma Prentice, 1993
- Aphonopelma parvum Hamilton, Hendrixson & Bond, 2016
- Aphonopelma peloncillo Hamilton, Hendrixson & Bond, 2016
- Aphonopelma phasmus Chamberlin, 1940
- Aphonopelma platnicki Smith, 1995
- Aphonopelma prenticei Hamilton, Hendrixson & Bond, 2016
- Aphonopelma prosoicum Chamberlin, 1940
- Aphonopelma ruedanum Chamberlin, 1940
- Aphonopelma saguaro Hamilton, 2016
- Aphonopelma sclerothrix (Valerio, 1980)
- Aphonopelma seemanni (F. O. Pickard-Cambridge, 1897)
- Aphonopelma steindachneri (Ausserer, 1875)
- Aphonopelma superstitionense Hamilton, Hendrixson & Bond, 2016
- Aphonopelma truncatum (F. O. Pickard-Cambridge, 1897)
- Aphonopelma vorhiesi (Chamberlin & Ivie, 1939)
- Aphonopelma xanthochromum (Valerio, 1980)
- Aphonopelma xwalxwal Hamilton, 2016

Synonymisiert:
- Aphonopelma anitahoffmannae Locht, Medina, Rojo & Vázques, 2005 Dugesiella anitahoffmannae (Locht, Medina, Rojo & Vázquez, 2005)
- Aphonopelma braunshausenii Tesmoingt, 1996
- Aphonopelma crinitum (Pocock, 1901)
- Aphonopelma duplex (Chamberlin, 1925)
- Aphonopelma lanceolatum (Simon, 1891)
- Aphonopelma latens (Chamberlin, 1917)
- Aphonopelma serratum (Simon, 1891)
- Aphonopelma stoicum (Chamberlin, 1925)